# Скідлево
Скідлево (пол. Skidlewo) — село в Польщі, у гміні Янув Сокульського повіту Підляського воєводства.
Населення — 19 осіб (2011).
У 1975-1998 роках село належало до Білостоцького воєводства.

## Демографія
Демографічна структура станом на 31 березня 2011 року:
|          | Загалом | Допрацездатний вік | Працездатний вік | Постпрацездатний вік |
| -------- | ------- | ------------------ | ---------------- | -------------------- |
| Чоловіки | 9       | 0                  | 8                | 1                    |
| Жінки    | 10      | 2                  | 5                | 3                    |
| Разом    | 19      | 2                  | 13               | 4                    |